# Liste von Internaten in Deutschland
Die Liste von Internaten in Deutschland umfasst Internate in Deutschland.
In Deutschland bestehen etwa 35 katholische Internate, 34 evangelische Internate, 21 deutsche Landerziehungsheime, 27 im Bundesverband Deutscher Privatschulen zusammengeschlossene Einrichtungen, 13 Schulen unter der Trägerschaft des Christlichen Jugenddorfwerks Deutschlands sowie eine Reihe von öffentlichen Internaten und Sportinternaten.

## Baden-Württemberg
| Bezeichnung                                              | Bild                                 | Ort                       | Gründung/Bestehen                                                            | Schüler                                                                                        | Träger                                                                              |
| -------------------------------------------------------- | ------------------------------------ | ------------------------- | ---------------------------------------------------------------------------- | ---------------------------------------------------------------------------------------------- | ----------------------------------------------------------------------------------- |
| Birklehof                                                |                                      | Hinterzarten              | 1932                                                                         | ca. 230                                                                                        |                                                                                     |
| Black Forest Academy                                     |                                      | Kandern                   | 1956                                                                         | über 300 Schüler                                                                               | Schulstiftung der Evangelischen Landeskirche in Württemberg                         |
| Erzbischöfliches Studienheim St. Bernhard                |                                      | Rastatt                   | 1898–1981                                                                    |                                                                                                | Erzbistum Freiburg                                                                  |
| Erzbischöfliches Studienheim St. Fidelis                 |                                      | Sigmaringen               | 1856–2003                                                                    |                                                                                                | Erzbistum Freiburg                                                                  |
| Erzbischöfliches Studienheim St. Georg                   |                                      | Freiburg im Breisgau      | (ehemals)                                                                    |                                                                                                | Erzbistum Freiburg                                                                  |
| Erzbischöfliches Studienheim St. Michael                 |                                      | Tauberbischofsheim        | 1871-[?]                                                                     |                                                                                                | Erzbistum Freiburg                                                                  |
| Evangelische Schulen am Firstwald                        |                                      | Mössingen                 | 1957                                                                         | über 500                                                                                       | Schulstiftung der Evangelischen Landeskirche in Württemberg                         |
| Evangelische Seminare Maulbronn und Blaubeuren           |                                      | Maulbronn und Blaubeuren  | 1556                                                                         | max. ca. 100 Schüler pro Schule                                                                | Evangelische Landeskirche in Württemberg                                            |
| Evangelisches Schulzentrum Michelbach                    |                                      | Michelbach an der Bilz    |                                                                              | 520                                                                                            | Schulstiftung der Evangelischen Landeskirche in Württemberg                         |
| Heidelberg College                                       |                                      | Heidelberg                | 1887                                                                         |                                                                                                | privat                                                                              |
| Heimschule Kloster Wald                                  |                                      | Wald                      | 1946                                                                         |                                                                                                | Schulstiftung der Erzdiözese Freiburg                                               |
| Heimschule St. Landolin                                  |                                      | Ettenheim                 | 1920 bzw. 1967                                                               | etwa 1.800                                                                                     | Schulstiftung der Erzdiözese Freiburg (kirchliche Stiftung des öffentlichen Rechts) |
| Burg Hohenfels                                           |                                      | Hohenfels (bei Stockach)  | geschlossen; bis Juli 2017 die Unterstufe des Internats Schule Schloss Salem |                                                                                                | privat (Schule Schloss Salem e. V.)                                                 |
| Kolleg St. Blasien                                       |                                      | St. Blasien               | 1596                                                                         | etwa 800                                                                                       | Jesuitenorden                                                                       |
| Kolleg St. Josef                                         |                                      | Ehingen                   |                                                                              | 48                                                                                             | Bistum Rottenburg-Stuttgart                                                         |
| Konradihaus (Konstanz)                                   |                                      | Konstanz                  | 1864–1999                                                                    |                                                                                                | Erzbistum Freiburg                                                                  |
| Konradihaus (Schelklingen)                               |                                      | Schelklingen              | 1879                                                                         |                                                                                                | Stiftung Konradihaus Schelklingen                                                   |
| Kurpfalz-Internat                                        |                                      | Bammental                 | 1961                                                                         | 170                                                                                            | privat                                                                              |
| Bildungs- und Beratungszentrum für Hörgeschädigte Stegen |                                      | Stegen                    | 1970                                                                         | ca. 330                                                                                        | Bundesland Baden-Württemberg                                                        |
| Landesberufsschule für das Hotel- und Gaststättengewerbe |                                      | Villingen-Schwenningen    | 1911                                                                         | 600                                                                                            |                                                                                     |
| Landesgymnasium für Hochbegabte Schwäbisch Gmünd         |                                      | Schwäbisch Gmünd          | 2004                                                                         | 235 (Stand: Schuljahr 2014/2015)                                                               | Schulverband Landesgymnasium für Hochbegabte Schwäbisch Gmünd                       |
| Musisches Internat Martinihaus                           |                                      | Rottenburg am Neckar      | 1867                                                                         |                                                                                                | Stiftung St. Martinus Rottenburg                                                    |
| Schulstiftung Pädagogium Baden-Baden                     | Luftaufnahme Schlossberg Baden-Baden | Baden-Baden               | 1887                                                                         | ca. 500 an der Tagesschule und ca. 100 im Internat in drei Schularten. Grundschule mit ca. 160 | Schulstiftung Pädagogium Baden-Baden Gemeinnützige Bildungsgesellschaft mbH         |
| Erzbischöfliches Seminar St. Pirmin                      |                                      | Sasbach                   | 1959–2016                                                                    |                                                                                                | Erzbistum Freiburg                                                                  |
| Schlossgymnasium Künzelsau                               |                                      | Künzelsau                 | 1950                                                                         | ca. 390                                                                                        | Bundesland Baden-Württemberg                                                        |
| Schloss-Schule Kirchberg                                 |                                      | Kirchberg an der Jagst    | 1914                                                                         | etwa 300                                                                                       | privat                                                                              |
| Schule Schloss Salem                                     |                                      | Salem (Baden)             | 1920                                                                         | 600                                                                                            | privat (Schule Schloss Salem e. V.)                                                 |
| Skiinternat Furtwangen                                   |                                      | Schwarzwald               |                                                                              |                                                                                                | Skiverbände                                                                         |
| Urspringschule                                           |                                      | Schelklingen              |                                                                              | etwa 200                                                                                       | Gemeinnützige Stiftung Urspringschule                                               |
| UWC Robert Bosch College                                 |                                      | Freiburg im Breisgau      | 2012                                                                         | zunächst 104, ab 2015 200 im Alter von 16 bis 19 Jahren                                        |                                                                                     |
| Zinzendorfschulen                                        |                                      | Königsfeld im Schwarzwald |                                                                              | 950                                                                                            | Europäisch-Festländische Brüder-Unität                                              |

## Bayern
| Bezeichnung                                    | Bild | Ort                   | Gründung/Bestehen | Schüler                                                     | Träger                                   |
| ---------------------------------------------- | ---- | --------------------- | ----------------- | ----------------------------------------------------------- | ---------------------------------------- |
| Auersperg-Gymnasium Passau Freudenhain         |      | Passau                | bis 2019          | 824 (Stand: 2016/17)                                        | Maria-Ward-Schulstiftung                 |
| Aufseesianum (Bamberg)                         |      | Bamberg               | 1738              | etwa 90 Internatsschüler/-innen und etwa 45 externe Schüler |                                          |
| Evangelisch-lutherisches Studienheim Windsbach |      | Windsbach             | 1837              | etwa 100                                                    | Evangelisch-Lutherische Kirche in Bayern |
| Gymnasium Hohenschwangau                       |      | Hohenschwangau        | 1947              | 702 (Stand: September 2017)                                 | Freistaat Bayern                         |
| Kloster St. Anna (Riedenburg)                  |      | Riedenburg            | 1860              |                                                             |                                          |
| Landheim Ammersee                              |      | Schondorf am Ammersee | 1905              | max. 300                                                    | Stiftung Landheim Schondorf              |
| Landschulheim Schloss Ising                    |      | Ising (Chieming)      | 1953              | 430                                                         | Zweckverband Bayerische Landschulheime   |
| Matthias-Grünewald-Gymnasium (Würzburg)        |      | Würzburg              | 1953              | 631 (Stand: 2016/17)                                        | Freistaat Bayern                         |
| Max-Reger-Gymnasium Amberg                     |      | Oberpfalz             | 1880              | 531 (Stand: 2016/17)                                        | Freistaat Bayern                         |
| Ottonianum (Bamberg)                           |      | Bamberg               | 1828–1999         | 126 (Stand: 13. Juli 1928)                                  | Erzbistum Bamberg                        |
| Ottonianum (Landshut)                          |      | Landshut              |                   |                                                             |                                          |
| Regensburger Domspatzen                        |      |                       | 975               |                                                             | Stiftung Regensburger Domspatzen         |
| Reichsschule Feldafing                         |      | Starnberger See       | 1934              |                                                             |                                          |
| Schloss Neubeuern                              |      | Inntal                |                   |                                                             |                                          |
| Schule Schloss Stein                           |      | Stein an der Traun    | 1948              | etwa 150                                                    |                                          |
| Skiinternat Oberstdorf                         |      | Oberstdorf            | 1980              |                                                             |                                          |
| Staatliches Landschulheim Marquartstein        |      | Marquartstein         | 1928              | ca. 700 (110 Internatsplätze)                               | staatlich                                |
| Studienseminar St. Michael                     |      |                       | 1929              |                                                             | Erzdiözese München und Freising          |
| Theresianum                                    |      | Bamberg               | 1946              | 149 (Stand: 2016/17)                                        | Caritas-Schulen gGmbH                    |
| Comenius-Gymnasium Deggendorf                  |      | Deggendorf            | 1900              | 658 (Stand: Schuljahr 2020/21)                              | staatlich                                |

## Berlin
| Bezeichnung                             | Bild | Ort                               | Gründung/Bestehen                                                                 | Schüler                             | Träger                                                                                             |
| --------------------------------------- | ---- | --------------------------------- | --------------------------------------------------------------------------------- | ----------------------------------- | -------------------------------------------------------------------------------------------------- |
| Kadettenhaus                            |      | Berlin-Mitte                      | 1717 bis 1777                                                                     |                                     | |
| Kadettenhaus Neubau                     |      | Berlin-Mitte                      | 1777 bis 1878                                                                     |                                     | |
| Ottilie-von-Hansemann-Haus              |      | Bezirk Charlottenburg-Wilmersdorf | 1914/1915 als Fraueninternat, seit 1972 verschiedene Nutzungen, heute Wohngebäude |                                     | |
| Plamannsche Erziehungsanstalt           |      | Berlin                            | 1805 bis 1830                                                                     |                                     | |
| Preußische Hauptkadettenanstalt         |      | Berlin                            | 1882 bis 1920, heute Bundesarchiv                                                 |                                     | |
| Schul- und Leistungssportzentrum Berlin |      | Berlin-Alt-Hohenschönhausen       |                                                                                   |                                     | Senatsverwaltung für Bildung, Jugend und Sport Abteilung Berufliche und zentral verwaltete Schulen |
| Schulfarm Insel Scharfenberg            |      | Berlin                            | 1922                                                                              | etwa 450, davon etwa 70 im Internat | Land Berlin                                                                                        |

## Brandenburg
| Bezeichnung                                 | Bild | Ort     | Gründung/Bestehen | Schüler                   | Träger                       |
| ------------------------------------------- | ---- | ------- | ----------------- | ------------------------- | ---------------------------- |
| Leonardo da Vinci Campus                    |      | Nauen   | 1995              | 862                       | Freies Gymnasium Nauen gGmbH |
| Evangelisches Gymnasium Hermannswerder      |      | Potsdam | 1908–2019         | 911 (Stand: Februar 2010) | Hoffbauer-Stiftung           |
| Sportschule Potsdam „Friedrich Ludwig Jahn“ |      | Potsdam | 1952              | 400                       | Stadt Potsdam                |

## Bremen
| Bezeichnung          | Bild | Ort    | Gründung | Schüler | Träger                        |
| -------------------- | ---- | ------ | -------- | ------- | ----------------------------- |
| Sportinternat Bremen |      | Bremen | 2023     |         | Bremer Hockey-Club e.V. (BHC) |

## Hamburg
| Bezeichnung                                     | Bild | Ort     | Gründung | Schüler   | Träger                       |
| ----------------------------------------------- | ---- | ------- | -------- | --------- | ---------------------------- |
| Ballettschule des Hamburg Ballett-John Neumeier |      | Hamburg | 1978     | bis zu 34 | Hamburgische Staatsoper GmbH |
| Eliteschule des Sports Hamburg                  |      | Hamburg | ca. 2006 |           | Stadt Hamburg                |

## Hessen
| Bezeichnung                                 | Bild | Ort                        | Gründung/Bestand | Schüler           | Träger                                      |
| ------------------------------------------- | ---- | -------------------------- | ---------------- | ----------------- | ------------------------------------------- |
| Bergschule Hochwaldhausen                   |      | Vogelsberg                 | 1921 und 1929    |                   |                                             |
| CJD Jugenddorf-Christophorusschule Oberurff |      | Bad Zwesten                | 1953             | 1100              | Christliches Jugenddorfwerk Deutschlands    |
| Deutsche Blindenstudienanstalt              |      | Marburg                    | 1916             |                   |                                             |
| Dürerschule Hochwaldhausen                  |      | Vogelsberg                 | 1912 bis 1920    |                   |                                             |
| Volleyball-Internat Frankfurt               |      | Frankfurt am Main          | 1983             |                   | Deutscher Volleyball-Verband                |
| Freiherr-von-Schütz-Schule                  |      | Bad Camberg                |                  |                   |                                             |
| Odenwaldschule                              |      | Heppenheim                 | 1910–2015        | 149 (Stand: 2015) | Odenwaldschule e. V.                        |
| Hermann-Lietz-Schule Schloss Bieberstein    |      | Hofbieber                  | 1904             | 125               | Stiftung Deutsche Landerziehungsheime       |
| Hermann-Lietz-Schule Schloss Hohenwehrda    |      | Haunetal                   | 1941             | 125               | Stiftung Deutsche Landerziehungsheime       |
| Internatsschule Schloss Hansenberg          |      | Johannisberg               | 2003             | 192               | Land Hessen                                 |
| Landschulheim Burg Nordeck                  |      | Allendorf (Lumda)          | bis 2015         |                   |                                             |
| Landschulheim Steinmühle                    |      | Marburg                    | 1949             | 570               | Schulverein Landschulheim Steinmühle e. V.  |
| Litauisches Gymnasium Hüttenfeld            |      | Lampertheim                | 1950             | 320               | Kuratorium des Litauischen Gymnasiums e. V. |
| Schwarzerden                                |      | Poppenhausen (Wasserkuppe) | 1923             |                   |                                             |
| Sportinternat Bad Sooden-Allendorf          |      | Bad Sooden-Allendorf       | 1971             |                   |                                             |

## Mecklenburg-Vorpommern
| Bezeichnung                                | Bild | Ort             | Gründung | Schüler | Träger                                   |
| ------------------------------------------ | ---- | --------------- | -------- | ------- | ---------------------------------------- |
| Sportgymnasium Schwerin                    |      | Schwerin        | 1954     | 100     | Stadt Schwerin                           |
| CJD Jugenddorf-Christophorusschule Rostock |      | Rostock         | 1991     | 1178    | Christliches Jugenddorfwerk Deutschlands |
| Internatsgymnasium Schloss Torgelow        |      | Torgelow am See | 1994     |         |                                          |
| Sportgymnasium Neubrandenburg              |      | Neubrandenburg  |          |         |                                          |

## Niedersachsen
| Bezeichnung                                        | Bild | Ort           | Gründung  | Schüler | Träger                                               |
| -------------------------------------------------- | ---- | ------------- | --------- | ------- | ---------------------------------------------------- |
| Burgberg-Gymnasium                                 |      | Bad Harzburg  |           | 190     | Schulverein Burgberg-Gymnasium e. V.                 |
| Internatsgymnasium Pädagogium Bad Sachsa           |      | Bad Sachsa    | 1890      | 400     | Waldheimschule Pädagogium Kuhlenkampffstiftung e. V. |
| CJD Jugenddorf-Christophorusschule Braunschweig    |      | Braunschweig  | 1977      | 600     | Christliches Jugenddorfwerk Deutschlands             |
| Hermann Lietz-Schule Spiekeroog                    |      | Spiekeroog    | 1928      | 90      |                                                      |
| Internat Solling                                   |      | Holzminden    | 1909      | 250     | Stiftung Landschulheim am Solling                    |
| Niedersächsisches Internatsgymnasium Bad Bederkesa |      | Bad Bederkesa | 1874–1876 | 760     | Land Niedersachsen                                   |
| Niedersächsisches Internatsgymnasium Bad Harzburg  |      | Bad Harzburg  | 1946      | 230     | Land Niedersachsen                                   |
| Niedersächsisches Internatsgymnasium Esens         |      | Esens         | 1966      | 900     | Land Niedersachsen                                   |
| Paul-Gerhardt-Schule                               |      | Dassel        | 1946      | 760     | Evangelisch-lutherische Landeskirche Hannovers       |
| Schule Marienau                                    |      | Dahlem        | 1923      | 330     |                                                      |

## Nordrhein-Westfalen
| Bezeichnung                          | Bild | Ort                          | Gründung/Bestehen                                        | Schüler                     | Träger                                                             |
| ------------------------------------ | ---- | ---------------------------- | -------------------------------------------------------- | --------------------------- | ------------------------------------------------------------------ |
| Internat Aggersee                    |      | Gummersbach-Lantenbach       | 1960er – 1990er Jahre                                    | 400                         | Privatschulen Bröcker                                              |
| Krüger Internat und Schulen          |      | Lotte                        | 1945                                                     | 263                         | Friedrich Krüger Stiftung                                          |
| Bodelschwingh-Gymnasium Herchen      |      | Windeck-Herchen              | 1901                                                     | etwa 780                    | Evangelische Kirche im Rheinland                                   |
| Schloss Buldern                      |      | Dülmen                       |                                                          |                             |                                                                    |
| CJD Christophorusschule Königswinter |      | Königswinter                 | 1992                                                     | 1455 (Stand: 2017)          | Christliches Jugenddorfwerk Deutschlands                           |
| Clemens-Hofbauer-Kolleg              |      | Bad Driburg                  | 1922–1997                                                |                             |                                                                    |
| Collegium Liborianum                 |      | Paderborn                    |                                                          |                             |                                                                    |
| Collegium Josephinum Bonn            |      | Bonn                         | 1880 (in Vaals) – 1983                                   |                             | Redemptoristen                                                     |
| Sankt Ludwig Kolleg                  |      | Bonn                         | Anfang der 1960er – 1984                                 |                             | Franziskaner-Minoriten                                             |
| Vinzenz-Pallotti-Kolleg              |      | Rheinbach                    | 1935–2016                                                |                             | Pallottiner                                                        |
| Sportinternat Paderborn              |      | Paderborn                    |                                                          |                             |                                                                    |
| Collegium Ludgerianum                |      | Münster                      |                                                          |                             |                                                                    |
| Schloss Eringerfeld                  |      | Geseke                       |                                                          |                             |                                                                    |
| Ernst-Kalkuhl-Gymnasium              |      | Bonn-Oberkassel              | 1880                                                     | etwa 635                    | Familien Kalkuhl/Heel                                              |
| Evangelische Landesschule zur Pforte |      | Meinerzhagen                 | 1968                                                     |                             |                                                                    |
| Internat Fredeburg                   |      | Hochsauerlandkreis           |                                                          |                             |                                                                    |
| Collegium Augustinianum Gaesdonck    |      | Goch                         | 1849                                                     | 850                         | Stiftung Collegium Augustinianum Gaesdonck                         |
| Schloss Horneburg                    |      | Datteln                      | vor 1384                                                 |                             |                                                                    |
| Internationales Internat Bonn        |      | Bonn                         | 2020 hervorgegangen aus dem Internat des Aloisiuskollegs | 30                          | GRB Gemeinnütziges Rheinisches Bildungszentrum GmbH                |
| St.-Theresien-Gymnasium Schönenberg  |      | Schönenberg                  | 1991                                                     |                             | Priesterbruderschaft St. Pius X                                    |
| Privatgymnasium Iserlohn             |      | Iserlohn                     | 1968                                                     | rund 150 (Stand: 2017/2018) | ESO Education Group                                                |
| Schloss Loburg                       |      | Ostbevern                    |                                                          |                             |                                                                    |
| Lettisches Gymnasium Münster         |      | Münster-Kinderhaus           | 1951–1998                                                |                             |                                                                    |
| Realschule Schloss Wittgenstein      |      | Bad Laasphe                  | 1954                                                     | 424 (Stand: 15. Okt. 2015)  | Schulverein Wittgenstein e. V.                                     |
| Schloss Drachenburg                  |      | Königswinter                 |                                                          |                             |                                                                    |
| Schloss Hagerhof                     |      | Bad Honnef                   | 1960                                                     | ca. 540                     | Schloss Hagerhof GmbH und Co. KG                                   |
| St. George’s School                  |      | Köln und Duisburg-Düsseldorf | 1985                                                     | etwa 1800                   | AERA Verlag, Bornheim                                              |
| Villa Wewersbusch                    |      | Langenberg                   | 2011                                                     | 220                         | Villa Wewersbusch GmbH                                             |
| Theodor-Fliedner-Internat            |      | Düsseldorf-Kaiserswerth      | 1954–2021                                                | etwa 60                     | Evangelische Kirche im Rheinland / ab 2004 Kaiserswerther Diakonie |
| Weserberglandschule Schloss Wehrden  |      | Beverungen-Wehrden (Weser)   | 1968–1980                                                | etwa 75                     | Fam. Haverkamp                                                     |

## Rheinland-Pfalz
| Bezeichnung                       | Bild | Ort                    | Gründung | Schüler  | Träger                                                       |
| --------------------------------- | ---- | ---------------------- | -------- | -------- | ------------------------------------------------------------ |
| Gymnasium Weierhof                |      | Weierhof (Bolanden)    |          | etwa 850 |                                                              |
| Kloster Kalvarienberg             |      | Bad Neuenahr-Ahrweiler |          |          |                                                              |
| Paul-Schneider-Gymnasium          |      | Meisenheim             | 1948     |          | Evangelische Kirche im Rheinland                             |
| Staatliches Aufbaugymnasium Alzey |      | Alzey                  |          | etwa 520 |                                                              |
| Studienheim St. Pirmin            |      | Dahn                   | 1958     |          |                                                              |
| Trifels-Gymnasium                 |      | Annweiler am Trifels   | 1985     | 750      | Evangelische Kirche der Pfalz (Protestantische Landeskirche) |

## Saarland
| Bezeichnung | Bild | Ort  | Gründung/Bestehen | Schüler | Träger         |
| ----------- | ---- | ---- | ----------------- | ------- | -------------- |
| Bous        |      | Bous | 1950–1979         |         | Redemptoristen |

## Sachsen
| Bezeichnung                                                | Bild | Ort        | Gründung        | Schüler                          | Träger                                               |
| ---------------------------------------------------------- | ---- | ---------- | --------------- | -------------------------------- | ---------------------------------------------------- |
| Ausbildungsstätte „Amalie Sieveking“                       |      | Radebeul   | 19. Jahrhundert |                                  |                                                      |
| Europäisches Gymnasium Waldenburg                          |      | Waldenburg | 1844            |                                  | Trägerverein Europäisches Gymnasium Waldenburg e. V. |
| Gymnasium St. Augustin                                     |      | Grimma     | 1550            |                                  |                                                      |
| Johannes-Kepler-Gymnasium Chemnitz                         |      | Chemnitz   | 1915            | 600 (Stand: September 2014)      |                                                      |
| Meyerburg                                                  |      | Radebeul   | 1910/1911       |                                  |                                                      |
| Friedrich-Schiller-Gymnasium Pirna                         |      | Pirna      | 1899            | 842 (Stand: Schuljahr 2018/2019) | Stadt Prina                                          |
| Sächsisches Landesgymnasium für Musik Carl Maria von Weber |      | Dresden    | 1965            | 146                              | Freistaat Sachsen                                    |
| Sächsisches Landesgymnasium Sankt Afra                     |      | Dresden    | 1543            | 262                              | Freistaat Sachsen                                    |
| Schloss Lössnitz                                           |      | Radebeul   |                 |                                  |                                                      |
| Schloss Wackerbarth                                        |      | Radebeul   |                 |                                  |                                                      |
| Sportgymnasium Chemnitz                                    |      | Chemnitz   | 1953            | 350                              | Stadt Chemnitz                                       |
| Thomasalumnat                                              |      |            |                 |                                  |                                                      |
| Thomasschule zu Leipzig                                    |      | Leipzig    | 1212            | 684 (Schuljahr 2012/13)          | Stadt Leipzig                                        |
| Vereinshaus                                                |      | Radebeul   | 1893            |                                  |                                                      |

## Sachsen-Anhalt
| Bezeichnung                           | Bild | Ort         | Gründung/Bestehen                      | Schüler                                                                               | Träger                                                      |
| ------------------------------------- | ---- | ----------- | -------------------------------------- | ------------------------------------------------------------------------------------- | ----------------------------------------------------------- |
| Landesgymnasium für Musik Wernigerode |      | Wernigerode | 1991                                   | 320                                                                                   | Land Sachsen-Anhalt                                         |
| Landesschule Pforta                   |      | Schulpforte | 1543 bzw. 1550                         | etwa 300                                                                              |                                                             |
| Landschulheim Grovesmühle             |      | Veckenstedt | 1914 (bis 1953) 1995 (Wiedereröffnung) | 65 Internatsplätze geteilt in Internatsfamilien mit 5–10 Schülern 220 externe Schüler | Landschulheim Grovesmühle Gemeinnützige Schulträgerges. mbH |

## Schleswig-Holstein
| Bezeichnung                          | Bild | Ort                 | Gründung/Bestehen | Schüler                          | Träger                       |
| ------------------------------------ | ---- | ------------------- | ----------------- | -------------------------------- | ---------------------------- |
| Carl-Hunnius-Internat                |      | Wyk auf Föhr        | von 1946 bis 1972 |                                  |                              |
| Stiftung Louisenlund                 |      | Güby                | 1949              | 440                              | Stiftung Louisenlund         |
| Nordsee-Internat                     |      | Sankt Peter-Ording  | 1946              | etwa 120                         |                              |
| Ostsee-Gymnasium Timmendorfer Strand |      | Timmendorfer Strand | 1946              | 778 (Stand: Schuljahr 2014/2015) | Gemeinde Timmendorfer Strand |
| Gut Rohlstorf                        |      | Bad Segeberg        |                   |                                  |                              |

## Thüringen
| Bezeichnung                                                                                                 | Bild | Ort            | Gründung                                                    | Schüler                                         | Träger                                |
| --- | ---- | -------------- | ----------------------------------------------------------- | ----------------------------------------------- | ------------------------------------- |
| Freie Schulgemeinde Wickersdorf                                                                             |      | Saalfeld/Saale | 1906                                                        |                                                 |                                       |
| Goetheschule Ilmenau                                                                                        |      | Ilmenau        | 1903                                                        |                                                 | Landratsamt Ilm-Kreis                 |
| Hermann-Lietz-Schule Haubinda                                                                               |      | Haubinda       | 1901                                                        | 400, davon 120 im Internat (Stand: Januar 2016) | Stiftung Deutsche Landerziehungsheime |
| Klosterschule Roßleben                                                                                      |      | Roßleben       | 1554                                                        | etwa 390                                        | Stiftung Klosterschule Roßleben       |
| Musikgymnasium Schloss Belvedere                                                                            |      | Weimar         | 1872                                                        | etwa 120                                        | Thüringer Kultusministerium           |
| Salzmannschule Schnepfenthal                                                                                |      | Waltershausen  | 1784; als Gymnasium 1991; als Spezialgymnasium 2001         |                                                 |                                       |
| Spezialschulteil für Mathematik/Naturwissenschaften & Informatik des Albert-Schweitzer-Gymnasiums in Erfurt |      | Erfurt         | 1986 als Spezialschule, 1990 Eingliederung in das Gymnasium | etwa 150                                        |                                       |
| Pierre-de-Coubertin-Gymnasium                                                                               |      | Erfurt         | 1956 als Kinder- und Jugendsportschule, 1993 als Gymnasium  | etwa 450                                        |                                       |